# Matej Gaber
Matej Gaber, slovenski rokometaš, * 22. julij 1991
Gaber igra na mestu krožnega napadalca. Je igralec kluba Pick Szeged in slovenske izbrane vrste.

## Igralna kariera

### Klub

#### 2008-11: Škofja Loka
Med letoma 2008 in 2011 je igral za škofjeloški Merkur. Tu je v sezoni 2008-09 prvič zaigral na katerem izmed evropskih tekmovanj, in sicer v pokalu EHF, kjer jih je v osmini finala izločil St. Gallen. Od njegovih takratnih soigralcev velja omeniti vsaj eno ime, in sicer Jure Dolenec, ki je kasneje skupaj s Gabrom napredoval in igrala sta oba za močnejše klube in slovensko selekcijo. 

#### 2011-13: Gorenje Velenje
Leta 2011 sta Gaber in Dolenec skupaj odšla igrati za velenjski RK Gorenje Velenje. Tam sta se v letih 2012 in 2013 veselila naslovov slovenskega državnega prvaka. V drugi sezoni pri Velenju, 2012-13, je Gaber prvič zaigral na najmočnejšem rokometnem evropskem klubskem tekmovanju, Ligi prvakov, in tam na enajstih tekmah dosegel 28 zadetkov. Največ zadetkov na posamezni tekmi je dosegel 17. marca 2013 na zadnji tekmi proti nemškemu Flensburgu, ko je bil z devetimi goli najboljši strelec tekme, ki so jo sicer izgubili in izpadli iz nadaljnjega tekmovanja.

#### 2013-16: Montpellier
Leta 2013 sta ponovno skupaj s Dolencem odšla v Francijo v Montpellier, kjer je bil še en slovenski legionar, Dragan Gajić. Tam je Gaber igral naslednje tri sezone. V prvi sezoni, 2013-14 so igrali v pokalu EHF in tam je Matej na devetih tekmah zadel devetnajstkrat. V sezoni 2014-15 se je ponovno preizkusil v ligi prvakov in na enajstih srečenjih dosegel 12 zadetkov. V sezoni 2015-16 so se v Montpellierju veselili naslova francoskih pokalnih zmagovalcev in tudi naslova ligaškega pokala. V evropskem tekmovanju lige prvakov pa je na štirinajstih tekmah dosegel 25 zadetkov.

#### Od 2016: Pick Szeged
Leta 2016 je odšel igrat na Madžarsko v Pick Szeged. Tam igra med drugimi skupaj s Slovencema Stašem Skubetom in Mario Šoštaričem. 

### Reprezentanca
Za izbrano vrsto Slovenije je prvič zaigral 9. marca 2011 proti Poljski v kvalifikacijah za Evropsko prvenstvo. V postavi je bil potem tudi za na EP 2012 na katerem so osvojili šesto mesto. Leta 2015 je nastopil tudi na SP 2015 kjer so zasedli osmo mesto. Vidno vlogo v slovenski ekipi je igral na EP 2016. Bil je tudi med olimpijci iger v Riu leta 2016 kjer so prišli vse do četrtfinala.
Januarja 2017 je nastopil na Svetovnem prvenstvu 2017 v Franciji. Tam je igral kot prvi igralec na mestu krožnega napadalca in k osvojitvi zgodovinske bronaste medalje prispeval 15 zadetkov v napadu ter k temu dodal tudi dobro igro v obrambi.